# The Ivory Hunters
The Ivory Hunters è un  album di Bob Brookmeyer e Bill Evans pubblicato dalla United Artists Records nel 1959. In questo disco Bob Brookmeyer lascia da parte il trombone per suonare il pianoforte con un maestro di quest'ultimo strumento, Bill Evans.
L'album fu registrato a New York City il 12 marzo del 1959. Un CD dell'album è stato stampato nel 2009 dalla Lonehill Records con sette brani bonus.

## Tracce
Lato A
1. Honeysuckle Rose – 5:55 (Andy Razaf, Fats Waller)
2. As Time Goes By – 6:58 (Herman Hupfeld)
3. The Way You Look Tonight – 7:41 (Dorothy Fields, Jerome Kern)

Lato B
1. It Could Happen to You – 7:28 (Johnny Burke, Jimmy Van Heusen)
2. The Man I Love – 5:58 (George Gershwin, Ira Gershwin)
3. I Got Rhythm – 8:34 (George Gershwin, Ira Gershwin)

## Musicisti
- Bob Brookmeyer - pianoforte (canale sinistro)
- Bill Evans - pianoforte (canale destro)
- Percy Heath - contrabbasso
- Connie Kay - batteria